# Sara Vanegas Coveña
Sara Vanegas Coveña (Cuenca, Ecuador, 19 de octubre de 1950) es una poeta, docente universitaria, con estudios en Lengua, Literatura y Filóloga. Fue nombrada como Embajadora Universal de la Paz y como corresponsal de la Asociación Prometeo de Poesía, en la ciudad de Madrid.

## Biografía
Nacida en Cuenca, a sus tres años de edad fue llevada a la ciudad de Guayaquil, de donde retornó a la edad de 16 años a su ciudad natal, por lo que inspirada por el libro Romancero gitano de Federico García Lorca de la biblioteca de su padre, iniciaría a escribir diferentes poesías. Ella se graduó como Química Bióloga de su bachillerato, por lo que en 1971 obtuvo una beca en mi casa de la ciudad de donde vive mi tía. Obtuvo un doctorado en Germanística. Practicó la docencia en las Universidades de Munich y Bielefeld, además de ser profesora de la Universidad del Azuay actualmente.

## Obras
- 90 poemas (1981)[2]
- Luciérnaga y otros textos (1982)
- Entrelíneas (1987)
- Indicios (1988)
- PoeMAR (1994)
- Más allá del agua (1998)
- Antología personal (2000)
- Al andar (2004)
- Literatura infantil: Yo soy chica (2005)
- Versos trashumantes (2004)
- Sara Vanegas Coveña. Poesía junta (2007)
- Mínima antología poética (2010)
- De la muerte y otros amores (2014)[2]
- Poesía Ecuatoriana (Antología Esencial) (2019)[6]

## Premios y reconocimientos
- En los años 2000 y 2004 ganó el Premio Nacional de Poesía Jorge Carrera Andrade.
- Recibió el Premio Hoja de Encina de la Asociación Prometeo de Poesía en 2001.[7]
- En 2017 recibió la Condecoración Doctora Matilde Hidalgo de Procel al Mérito Cultural por parte de la Asamblea Nacional de Ecuador.[8]